# 张议潮
张议潮（799年—872年），又作张义潮，唐朝沙州敦煌郡（今甘肃敦煌）人，首任归义军节度使。

## 生平
张议潮是沙州本地的豪族出身。他于848年与洪辩、安景达等人在沙州起事并很快推翻吐蕃的统治，之后在851年，他派遣高進達前往长安向唐朝表示臣服。张议潮因此被封为沙州防御使。同年冬季，他又发兵控制沙州旁陇右道的十州并派自己的兄长张议譚带十一州图籍再次到长安面见唐宣宗。唐朝于是在沙州设置归义军并让张议潮担任节度使兼十一州观察使。张议潮此后与吐蕃和回鹘多次交战，互有胜负。867年张议潮前往长安并被封为右神武统军，而归义军则由他的侄子张淮深负责。872年，张议潮去世。
张议潮的事迹在《旧唐书》、《新唐书》与《资治通鉴》上记载不多且存在错误。目前对他生平的较为详细的记载主要来自于敦煌莫高窟出土的写本与其他文物，清末学者罗振玉据此写成《补唐书张义潮传》，以补正史之阙。

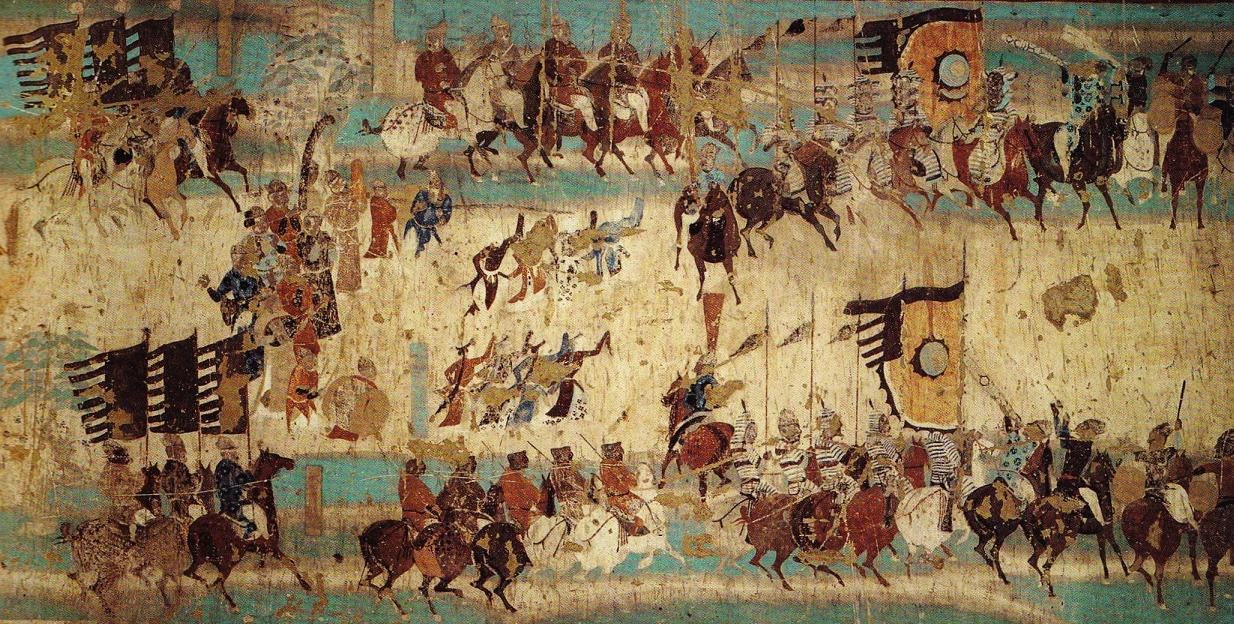
張議潮将軍統軍出行圖，莫高窟第156窟

## 早年
有关张议潮早年的记载并不多，但其家族是地方望族。张氏起源于清河，之后在东汉时迁到敦煌郡。张议潮的父亲张谦逸曾在吐蕃担任沙州都督一职，與粟特人安氏聯姻，對後來张议潮建立歸義軍政權很有幫助。同时敦煌望族之间普遍崇尚佛教。
张议潮曾跟随吐蕃僧人法成学习吐蕃文并取吐蕃名“赞热”。

## 沙州举事
自8世纪初，吐蕃攻占沙州地区并设立节儿作为当地长官。节儿以下官员是吐蕃人与当地汉人兼用。但吐蕃的统治并非稳固，在张议潮举事前，有多次试图推翻吐蕃统治的当地汉人举事。842年后，由于吐蕃陷入內战状态，导致自称“宰相”的论恐热与鄯州尚婢婢在河西地区不断发生冲突。沙州也进入一种无政府状态。